# ゴンドウクジラ属
ゴンドウクジラ属（ゴンドウクジラぞく、巨頭鯨属、学名：Globicephala）は、鯨偶蹄目ハクジラ亜目マイルカ科に属する属の1つ。ヒレナガゴンドウ（英: Long-finned Pilot Whale, 学名：G. melas）とコビレゴンドウ（英: Short-finned Pilot Whale, 学名：G. macrorhynchus）の2種で構成される。
ゴンドウクジラ属はイルカとして扱われる種が多く属するマイルカ科に分類されるが、その形態は、口吻が額のメロンより先にあまり長く突出しておらず、いわゆるイルカらしい顔つきをしていない。そのため、体の大きさや系統分類学的位置からは十分イルカとして扱われておかしくないにもかかわらず、慣習的にイルカとしては扱われず、クジラとして扱われることが多い。ゴンドウイルカと呼ばれることもある。

## 分類
- ゴンドウクジラ属 Globicephala (Lesson, 1828)
  - ヒレナガゴンドウ Globicephala melas (Traill, 1809)
  - コビレゴンドウ Globicephala macrorhyncus Gray, 1846
    - マゴンドウ（亜種）
    - シオゴンドウ（タッパナガ）（亜種）

## ヒレナガゴンドウとコビレゴンドウ
ゴンドウクジラ属の体表は真っ黒かあるいは濃い灰色である。頭部が丸く、若干ずんぐりむっくりしている。
ヒレナガゴンドウとコビレゴンドウはかなり良く似ている。分布が重なっている海域ではこれらを区別することは困難であるが、胸びれの長さ、歯の本数、頭の形などにより判別することが可能である。コビレゴンドウ、特に年を取った雄の頭は丸い。ヒレナガゴンドウはコビレゴンドウよりも若干頭が四角く、額が口よりも前にせり出している。
出産直後の体重は60kg程度である。成体の体長は4-7m、体重は1,000-3,000kgである。寿命は雄が45歳、雌が60歳程度である。
共に10頭から30頭程度の群れを成して行動する。非常に活発に行動し、人間のボートに近づくこともしばしばある。
主食はイカである。またゴンドウクジラとマグロはしばしば同じ海域で見られる。これはゴンドウクジラがマグロを食べるからではなく、共にイカを食べるからであると考えられている（えびす#民間習俗も参照）。
ゴンドウクジラは他のクジラに比べて、海岸に乗り上げてしまうことが多い。これは、海岸近くで産卵するイカを追いかけて海岸まで来てしまうのだろうと考えられている（ただし、座礁には様々な説がある）。
オーストラリア南西部の海岸の例では、1996年にヒレナガゴンドウが約320頭、2018年にはコビレゴンドウが約150頭が打ち上げられている。
コビレゴンドウは日本近海に形態が異なる2タイプの亜種が生息している。通常マゴンドウとよばれるタイプと、一回り大きく形態が異なるタッパナガと呼ばれるタイプであり、両種は寒流と暖流の潮目である銚子付近を境に別個分布している。タッパナガはシオゴンドウとも呼ばれコビレゴンドウと別種とする説も一部にある。
また、ヒレナガゴンドウは北太平洋では見られないが、日本国内（北海道礼文島や千葉県）の遺跡からの発掘調査で部分的骨格が発見され、かつては少なくとも日本沿岸に生息していた事が確認されている。一説には、ヒレナガゴンドウの地方絶滅が今日のタッパナガとよばれる北方形態の誕生を促したとされている。　失われたヒレナガゴンドウのニッチにコビレゴンドウが入り込み進化適応したという原理である。

## 日本における展示飼育
日本における初のコビレゴンドウの展示飼育は、1936年（昭和11年）、阪神水族館による。これは和歌山県東牟婁郡太地町で捕獲された4頭を約660m2の楕円形の屋外プールで飼育したものであり、簡単な芸も披露するまでになった。鈴木は水族館におけるクジラ類の飼育としては世界でも最初期の事例であろうと指摘している。
神奈川県の江の島水族館においては、開館以来、太地町で捕獲されたコビレゴンドウを度々飼育していた。コビレゴンドウを沿岸捕鯨で捕っている和歌山県太地町のくじらの博物館では継続飼育を行っている。殆どの施設で飼育されるコビレゴンドウはマゴンドウであるが、八景島シーパラダイスではタッパナガが飼育されていた。

## 人間との関り
食料として見た場合、コビレゴンドウの体内に含まれる微量の水銀に妊婦は注意する必要がある。
厚生労働省は、コビレゴンドウを妊婦が摂食量を注意すべき魚介類の一つとして挙げており、2005年11月2日の発表では、1回に食べる量を約80gとした場合、コビレゴンドウの摂食は2週間に1回まで（1週間当たり40g程度）を目安としている。